# عدالة الصحراء (مسلسل)
عدالة الصحراء مسلسل سوري بدوي تراثي عرض عام 1996 ويتناول المسلسل عدد من المواضيع المتعلقة بالقضاء في البادية، وما يتصل بها من عدالة، كما يتعرض للحقد والطمع الذي يتعرض له الإنسان المحبوب في مجتمعه، والتي قد تؤدي إلى الهلاك، كما يتناول العمل حتمية انتصار الخير علي الشر، مهما طال الزمن.

## الممثلون
- طلحت حمدي.
- مازن الناطور.
- أماني الحكيم.
- صباح عبيد.
- فرح بسيسو.
- جهاد الزغبي.
- فاروق الجمعات.
- أحمد منصور.
- عبدالحكيم قطيفان.
- ضحى الدبس.
- هشام كفارنه.
- ناريمان قوادري.
- دلبرين موسى.
- فيلدا سمور.
- محمد خير حلواني.
- عدنان بركات. (ضيف شرف)
- عبدالرحمن أبو القاسم. (ضيف شرف)
- سلوم حداد.
- جمال نصار.
- يحيى الكفري.
- علي القاسم.
- مرشد ضرغام.
- علي شاهين.
- غازي العماري.
- صبحي الرفاعي.
- سليم تركماني.
- نزار أبو حجر.
- وليد الدبس.
- نضال حمادي.
- طالب عزيزي.
- نهاد إبراهيم.
- رياض كبره.
- بهاء البلخي.
- عبدالحميد خليفة.
- فؤاد الراشد.
- سعاد عمر.
- محمود عبدالعزيز